# 上西村
上西村（かみにしむら）は、香川県香川郡にあった村。現在の高松市塩江町上西。

## 人口
| \| 1920年（大正9年） \| 2,170人 \| \| \| 1925年（大正14年） \| 2,156人 \| \| \| 1930年（昭和5年） \| 2,212人 \| \| \| 1935年（昭和10年） \| 2,323人 \| \| \| 1940年（昭和15年） \| 2,269人 \| \| \| 1947年（昭和22年） \| 2,682人 \| \| \| 1950年（昭和25年） \| 2,745人 \| \| \| 1955年（昭和30年） \| 2,170人 \| \| |         |  |
| 総務省統計局 / 国勢調査（1955年） |         |  |
| 1920年（大正9年） | 2,170人 |  |
| 1925年（大正14年） | 2,156人 |  |
| 1930年（昭和5年） | 2,212人 |  |
| 1935年（昭和10年） | 2,323人 |  |
| 1940年（昭和15年） | 2,269人 |  |
| 1947年（昭和22年） | 2,682人 |  |
| 1950年（昭和25年） | 2,745人 |  |
| 1955年（昭和30年） | 2,170人 |  |

## 歴史
- 1890年2月15日 - 町村制施行に伴い、香川郡安原上西村（やすはらかみにしむら）が発足。
- 1951年4月1日 - 上西村に改称。
- 1956年9月30日 - 塩江村・安原村と新設合併し、塩江町が発足。同日付で上西村が廃止。